# Ilha Weizhou
A Ilha Weizhou (em chinês simplificado: 涠洲岛; chinês tradicional: 涠洲岛, pinyin: Weizhou Dǎo) é uma ilha chinesa no golfo de Tonquim. É a maior ilha da província de Guangxi (Região Autónoma Zhuang de Guangxi), está a oeste da península de Leizhou, a sul de Beihai, e a leste do Vietname. Administrativamente, faz parte de Weizhou, distrito de Haicheng, cidade de Beihai.
Tem área de 24,74 km², uma temperatura média de 23°C e precipitação média de 1863 mm/ano.

## História

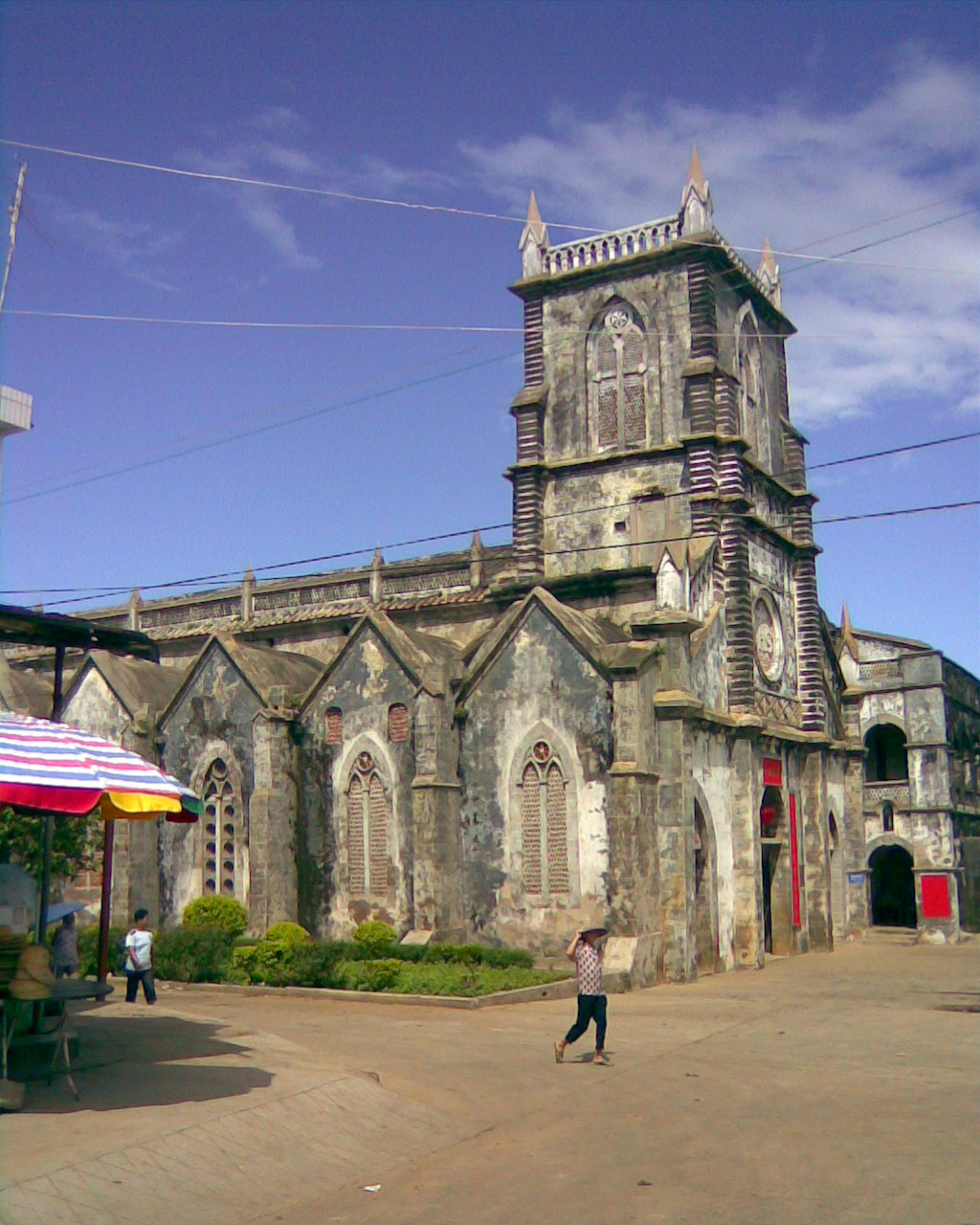
Igreja católica construída peos franceses na ilha entre 1869 e 1879

De 1869 a 1879 os franceses construíram uma igreja católica de estilo gótico. Esta igreja tem 15 m de altura e fica na localidade de Shengtang (盛 塘村, pinyin: cun Shengtang), em Weizhou. A igreja Chengzai Weizhou(城 仔 教堂) foi construída em 1880, também pelos católicos franceses. O governo do Vietname tinha controlado durante muito tempo a ilha, onde foi construída uma grande quantidade de templos e pagodes, antes de Weizhou e a ilha Xieyang voltarem a ser território chinês.

## Geografia
Tem, de norte a sul, cerca de 6,5 km, e de este a oeste uns 6 km. A costa é de 15,6 km, sendo 6 a 10 km de praias de areia. Weizhou é maior no sul, onde está o porto de Nanwan (南 湾 港, pinyin: gǎng nánwān).